# Stocken-Höfen
Stocken-Höfen – gmina (niem. Einwohnergemeinde) w Szwajcarii, w kantonie Berno, w regionie administracyjnym Oberland, w okręgu Thun. Powstała 1 stycznia 2014 z połączenia gmin Höfen bei Thun, Niederstocken oraz Oberstocken.

## Demografia
W Stocken-Höfen mieszka 1021 osób. W 2020 roku 4,4% populacji gminy stanowiły osoby urodzone poza Szwajcarią.

## Transport
Przez teren gminy przebiega droga główna nr 230.